# Fujifilm Instax Square SQ6
Die Instax Square SQ6 ist eine analoge Sofortbildkamera des japanischen Herstellers Fujifilm. Sie ist die erste voll analoge Instax-Kamera, die im quadratischen Square-Format aufnimmt. Sie ist seit Mai 2018 erhältlich.

## Technische Merkmale
Die SQ6 belichtet die Bilder auf den gleichen Sofortbildfilm im Format 86 mm mal 72 mm (Bildgröße: 62 mal 62 mm), wie das hybride Schwestermodell Instax SQ10. Jede Filmkassette enthält 10 Bilder. Die Fokussierung erfolgt über 3 Entfernungsbereiche, die über die verschiedenen Aufnahmemodi ausgewählt werden:
- 0,3 – 0,5 m (Makro-Modus)
- 0,5 – 2 m (Automatikmodus)
- 2 m bis unendlich (Landschaftsmodus)

Die Instax SQ6 hat außerdem folgende Eigenschaften:
- 65,75 mm Brennweite (Festbrennweite)[2]
- Blendenzahl 12,6
- Eingebauter Blitz
- Belichtungszeit 1,6 - 1/400s (Programmgesteuert)

## Besonderheiten
Im Lieferumfang der SQ6 sind drei spezielle farbige Filter enthalten, die sich vor den Blitz klemmen lassen. Damit können die Bilder bei eingeschaltetem Blitz „eingefärbt“ werden.